# Légrády Károly
Malomszegi Légrády Károly, születési nevén Pollák Károly (Pest, 1834. november 27. – Budapest, 1903. november 27.) mezőgazdász, lapszerkesztő és -kiadó, könyvkiadó, országgyűlési képviselő, a Légrády család legismertebb tagja.
Fiai: Imre (1868–1932), Ottó (1878–1948), ifjabb Károly (1871–1944).

## Élete
Apja Pollák József orvos volt. Károly 1848-ban a Ludovika Akadémia növendéke, később a pesti egyetemen filozófiát hallgatott, majd Bécsben technikai tanulmányokat folytatott. Az 1850-es években testvérével, Tivadarral a pesti Nádor utcában kőnyomdát létesített, melyet könyvnyomdával és könyvkötészettel bővített ki.
1867-ben felesége, malomszegi Légrády Imre ügyvéd leánya családnevét vette fel, apósa pedig átruházta rá nemességét és előnevét. 1872-ben fővárosi törvényhatósági bizottsági tag lett.
A Légrády Testvérek cég tulajdonosa Károly és Tivadar volt. Miután cégük az Ellenőr, a Földmívelési Érdekeink és a Falusi Gazda című lapok kiadója volt, 1878-ban elindította legfontosabb vállalkozását, a Pesti Hírlapot. A lap főszerkesztője Légrády Károly volt és kitűnő érzékű lapvezérnek bizonyult, a Pesti Hírlapot a közönség hamar megkedvelte. Főszerkesztőként a szabadelvű kormánypárt politikáját támogatta, újságja a tiszaeszlári per idején az egyik legfontosabb vérvádellenes sajtóorgánum volt.
1895-ben mint a Szabadelvű Párt tagja országgyűlési képviselőnek választották, ezután lemondott a főszerkesztői posztról. A következő országgyűlési választáson azonban nem sikerült újraválasztatnia magát.
Légrády Károly élénk gazdasági szakirodalmi tevékenységet is folytatott, Magyarországon újszerű gazdasági termelési módokról írt ismertető tanulmányokat. A francia módszer szerint való gyümölcstermelést ő terjesztette nálunk. 1885-ben kiadta A spárgatermelés kézikönyve című alapvető munkáját, amelyben Magyarországon ma széltében elterjedt, általa föltalált spárgatermelési módszert propagált. A halotthamvasztásnak, amelynek érdekében több cikket írt, nagy híve volt.
Halála után a vállalkozást és a Pesti Hírlapot fiai, elsősorban Ottó és Imre vitték tovább; ifjabb Légrády Károly körülbelül tíz évig dolgozott a kiadóhivatalban, 1909-ben kivált a cégből.
Sírja a Fiumei úti sírkert B.380-as parcellájában található.

## Emlékezete
Légrády Károlyról a főváros XIII. kerületében utcát neveztek el, de az 1950-es évek elején az utca nevét Balzac-ra változtatták.